# John Banville
John Banville (født 8. december 1945) er en irsk forfatter. Han skriver kriminalromaner under pseudonymet Benjamin Black.

## Karriere
John Banville blev født i 1945 i Wexford i Irland og bor nu i Dublin. Han har skrevet femten romaner inklusive Havet, som vandt Man Booker-prisen i 2005. Han har herudover vundet flere litterære priser, senest den fornemme Franz Kafka-pris i 2011. Han har også skrevet en række skuespil og de senere år flere krimier under pseudonymet Benjamin Black. Han er kendt for sin tekniske prosa-stil og anses for en af vor tids største stilister i det engelske sprog. Kendetegnende er også den sorte humor og det skarpe vid. Hans erklærede ambition er at give sin prosa ”den slags tæthed og fyldighed, som poesi har. … at forsøge at blande prosa og poesi til en ny form.”

## Priser
| Year | Prize                                                      | Work                 |
| ---- | ---------------------------------------------------------- | -------------------- |
| 1976 | James Tait Black Memorial Prize                            | Doctor Copernicus    |
| 1981 | Guardian Fiction Prize                                     | Kepler               |
| 1981 | Allied Irish Bank Fiction Prize                            | Kepler               |
| 1981 | American-Irish Foundation Award                            | Birchwood            |
| 1989 | Guinness Peat Aviation Award                               | The Book of Evidence |
| 1989 | Booker Prize (shortlisted)                                 | The Book of Evidence |
| 2005 | Booker Priz                                                | The Sea              |
| 2006 | Irish Book Awards Novel of the Year                        | The Sea              |
| 2007 | Royal Society of Literature Fellowship                     |                      |
| 2007 | Prix Madeleine Zepter                                      |                      |
| 2009 | Honorary Patronage of the University Philosophical Society |                      |
| 2011 | Franz Kafka Prize                                          |                      |

### Novellesamlinger
- Long Lankin (1970; revised ed.1984)

### Romaner
- Nightspawn (1971)
- Birchwood (1973)
- The Revolutions Trilogy :
  - Doctor Copernicus: A Novel (1976)
  - Kepler, a Novel (1981)
  - The Newton Letter: An Interlude (1982) (da. Newtons brev, 1993)
- Mefisto (1986)
- The Book of Evidence (1989) (da. Bevisernes bog, 1991)
- Ghosts (1993 novel)|Ghosts (1993)
- Athena: A Novel (1995)
- The Ark (1996) (only 260 copies published)
- The Untouchable (novel)|The Untouchable (1997) (da. Den urørlige, 1997)
- Eclipse (Banville novel)|Eclipse (2000)
- Shroud (novel)|Shroud (2002)
- Prague Pictures: Portrait Of A City (2003)
- The Sea (novel)|The Sea (2005) (da. Havet, 2011)
- The Infinities (2009)
- Ancient light (2012)
- The Blue Guitar (2015)

### Skuespil
- The Broken Jug: After Heinrich von Kleist (1994)
- Seachange (performed 1994 in the Focus Theatre, Dublin; unpublished)
- Dublin 1742 (performed 2002 in The Ark, Dublin; a play for 9–14 year olds; unpublished)
- God's Gift: A Version of Amphitryon by Heinrich von Kleist (2000)
- Love In The Wars (adaptation of Heinrich von Kleist's Penthesilea, 2005)
- Conversation In The Mountains (radio play, forthcoming 2008)

### Kriminalromaner som "Benjamin Black"
- Christine Falls (2006) (da. Christine Falls, 2009)
- The Silver Swan (2007) (da. Silver Swan, 2011)
- The Lemur (2008, previously serialised in The New York Times)
- Elegy for April (2010)
- A Death In Summer (2011)

### Boganmeldelser
- "The Family Pinfold" The New York Review of Books 54/11 (28 June 2007) : 20–21 [reviews Alexander Waugh, Fathers and Sons : the Autobiography of a Family]
- "Trump Cards" Bookforum Arkiveret 2. november 2011 hos  Wayback Machine (Dec/Jan 2010) : John Banville on The Original of Laura, Nabokov's final, unfinished novel.

### Manuskriptforfatter
| Year | Title                         | Awards |
| ---- | ----------------------------- | ------ |
| 2011 | Albert Nobbs                  |        |
| 2011 | Be Crazy For Me And My Father |        |